# Suesca
Suesca est une municipalité située dans le département de Cundinamarca, en Colombie.